# Starkströmsföreskrifterna
Starkströmsföreskrifterna är svenska myndighetsföreskrifter som meddelas av Elsäkerhetsverket.
I starkströmsföreskrifterna beskrives hur elektriska installationer och anläggningar som innefattar starkström ska vara utförda. Dessa föreskrifter är sammanställda för att upprätthålla en god elsäkerhet i landet.
Det kommer ständigt ut nya starkströmsföreskrifter och tillägg till dessa.

## Gällande starkströmsföreskrifter
| Löpnummer       | Namn | Ändringsföreskrifter |
| --------------- | --- | -------------------- |
| ELSÄK-FS 2008:1 | Elsäkerhetsverkets föreskrifter och allmänna råd om hur elektriska starkströmsanläggningar ska vara utförda.                                                                                        | ELSÄK-FS 2010:1      |
| ELSÄK-FS 2008:2 | Elsäkerhetsverkets föreskrifter och allmänna råd om varselmärkning vid elektriska starkströmsanläggningar.                                                                                          | ELSÄK-FS 2010:2      |
| ELSÄK-FS 2008:3 | Elsäkerhetsverkets föreskrifter och allmänna råd om innehavarens kontroll av elektriska starkströmsanläggningar och elektriska anordningar.                                                         | ELSÄK-FS 2010:3      |
| ELSÄK-FS 2008:4 | Elsäkerhetsverkets föreskrifter om upphävande av verkets föreskrifter om utförande och skötsel av elektriska starkströmsanläggningar samt allmänna råd om tillämpningen av dessa (ELSÄK-FS 1999:5). |                      |

## Upphävda starkströmsföreskrifter
| Löpnummer            | Namn | Upphävda        |
| -------------------- | --- | --------------- |
| SFS 1904 Nr 10       | Kungl. Maj:ts och rikets kommerskollegii kungörelse angående säkerhetsföreskrifter vid utförande av elektriska anläggningar för belysning och arbetsöfverföring | 1 juli 1939     |
| KFS Ser. A Nr 4/1939 | Kungl Maj:ts och rikets kommerskollegii kungörelse med föreskrifter angående utförande och skötsel av elektriska anläggningar                                   | 1 juli 1961     |
| KFS Ser. A Nr 8/1960 | Kungl Maj:ts och rikets kommerskollegii kungörelse med föreskrifter angående utförande och skötsel av elektriska starkströmsanläggningar                        | 1 januari 1980  |
| SIND-FS 1978:6       | Statens Industriverks kungörelse om utförande och skötsel av elektriska starkströmsanläggningar                                                                 | 1 januari 1987  |
| STEV-FS 1985:1       | Statens energiverks föreskrifter om utförande och skötsel av elektriska starkströmsanläggningar                                                                 | 1 juli 1990     |
| STEV-FS 1988:1       | Statens energiverks föreskrifter om utförande och skötsel av elektriska starkströmsanläggningar                                                                 | 1 juli 1994     |
| ELSÄK-FS 2006:1      | Elsäkerhetsverkets föreskrifter och allmänna råd om elsäkerhet vid arbete i yrkesmässig verksamhet.                                                             | 1 november 2021 |